# Bridgette B
Bridgette B (Barcelona, 15 d'octubre de 1983), nom artístic de Luz Abreu, és una actriu pornogràfica catalana assentada als Estats Units, on ha realitzat la majoria de la seva trajectòria pornogràfica.
Luz va néixer i créixer a Barcelona, però quan va fer-se adolescent es va traslladar als Estats Units, on va començar a treballar com a stripper. Va cursar estudis superiors a la Universitat Estatal de Kent a Ohio, on va pertànyer a l'associació d'estudiants Chi Omega.
Va començar la seva carrera com a actriu el 2008 a l'edat de 25 anys amb el nom actual, del qual es va inspirar en l'actriu Brigitte Bardot. És productora i ha rodat més de 300 pel·lícules porno, tant per Internet com per a DVD.
L'any 2011 va ser nominada als Premis AVN en la categoria de Millor escena de sexe lèsbic en grup per Girlvana 5, però no va aconseguir la victòria. No seria fins al gener del 2012 quan Bridgette B va emportar-se un guardó en la categoria d'Artista femenina no reconeguda de l'any. El 2019 i 2020 va ser guanyadora del Premi XBIZ a l'Artista MILF de l'Any.